# Gröfaz
Gröfaz (auch in der Schreibweise GröFaZ) ist ein als Spottname gebrauchtes Akronym für „Größter Feldherr aller Zeiten“ und bezeichnet Adolf Hitler.

## Hintergrund
Der an andere gebräuchliche Abkürzungen wie OSAF (für „Oberster SA-Führer“) angelehnte Ausdruck verbreitete sich ab 1943 nach der Schlacht bei Stalingrad. Er könnte an eine Formulierung in der Langform angeknüpft haben, die von Generalfeldmarschall Wilhelm Keitel unter dem Eindruck des Westfeldzuges und der Eroberung der Benelux-Staaten und Nordfrankreichs geprägt worden war:

„Mein Führer, Sie sind der größte Feldherr aller Zeiten.“

Die Abkürzung „Gröfaz“ soll Hitler und die Vorliebe für Abkürzungen in der Sprache des Nationalsozialismus verulken.
Die Abkürzung wurde von Hitlers kommandierenden Generälen lange vor dem Ende des Krieges mit Galgenhumor und in ironischer Absicht verwendet. Tatsächlich sollte laut Presseanweisung von 1942 statt des Titels „Führer und Oberster Befehlshaber der Wehrmacht“ die Bezeichnung „der Führer“ verwendet werden. Hitlers Beiname Führer erfuhr durch seine „Verwendung in quasireligiösen Kontexten eine pathetische Überhöhung.“
Daneben findet sich seit Mitte der 1960er Jahre in journalistischen und populären Werken gelegentlich die Auflösung des Akronyms als „größter Führer aller Zeiten“.

## Abgeleitete Varianten
Im deutschen Sprachraum haben sich zahlreiche Variationen dieses Spottakronyms entwickelt. Beispiele:
- Der Südtiroler Extrembergsteiger Reinhold Messner, der als erster Mensch aller Zeiten alle vierzehn Achttausender der Erde bestieg und als erster Mensch den Aufstieg auf den Mount Everest ohne Sauerstoffflasche bewältigte, wird im Bergsteigerjargon auch GröBaZ genannt, stehend für „Größter Bergsteiger aller Zeiten“
- Die PARTEI, eine als Satire gegründete deutsche Partei, nutzt den Titel in der abgewandelten Form GröVaZ als „Größter Vorsitzender aller Zeiten“ für ihren Vorsitzenden Martin Sonneborn.
- Auch bei Storch Heinar, welcher das unter Rechtsextremisten beliebte Modelabel Thor Steinar parodiert, wird der Titel als GröMaZ („Größter Modedesigner aller Zeiten“) verulkt.
- In seinen Abhandlungen über den puer robustus bei Thomas Hobbes ironisiert Dieter Thomä den Leviathan als GröSpaZ („Größter Schauspieler aller Zeiten“).[7]
- Der 45. Präsident der USA, Donald Trump, sagte von sich bereits vor seiner Wahl, dass er „der größte Präsident sein würde, den Gott jemals geschaffen habe“.[8] In einigen deutschen Medien wurde er nach seiner Wahl sarkastisch mit dem Akronym GröPaZ („Größter Präsident aller Zeiten“) referenziert – in Anspielung auf diese Äußerungen, seinen Wahlkampfslogan „America First“ und den damit verbundenen Führungsanspruch der USA und seiner eigenen Person.[9] Angesichts des anstehenden Impeachment-Prozesses bezeichnete er sich Ende Dezember 2019 per Twitter erneut als „größten aller Präsidenten“.[10][11][12]
- Der FPÖ-Politiker Herbert Kickl wurde von seiner eigenen Partei als „Bester Innenminister der Zweiten Republik“ tituliert, was zum Spottnamen „Bester Innenminister aller Zeiten“ und der Abkürzung BIMaZ führte.[13]
- SchleFaZ ist die Abkürzung für Die schlechtesten Filme aller Zeiten, eine satirische Filmreihe des Privatsenders Tele 5.